# Campo di battaglia
Campo di battaglia er en italiensk film fra 2024 af Gianni Amelio.

## Medvirkende
- Alessandro Borghi
- Gabriel Montesi
- Federica Rosellini
- Giovanni Scotti
- Vince Vivenzio
- Alberto Cracco
- Luca Lazzareschi
- Maria Grazia Plos
- Rita Bosello